# 真成院
真成院（しんじょういん）は、東京都新宿区にある高野山真言宗の寺院。

## 歴史
1598年（慶長3年）、清心法印によって開山された。その後、江戸城の外濠開削工事のため、現在地に移転した。『江戸名所図会』では、「四谷の四名所の一つ」に数えられていたという。
1945年（昭和20年）の空襲で焼失したが、戦後に復興した。現在の建物は1971年（昭和46年）に建てられたものである。
当寺には、「潮干観音」と呼ばれる観音菩薩像がある。江戸三十三観音札所の第18番となっており、もとは村上天皇の守護仏だったといわれている。
当寺歴代住職で著名な人物に織田隆弘がいる。織田隆弘は「正純密教」を唱え、在家のままであっても救われると説いた。1982年（昭和57年）、青森県青森市に青龍寺を創建、大日如来としては日本最大の「昭和大仏」を造立した。

## 交通アクセス
- 四ツ谷駅より徒歩8分（経路案内）。

## 関連文献
- 斎藤長秋 編「巻之三 天璣之部 潮干観世音菩薩」『江戸名所図会』 2巻、有朋堂書店〈有朋堂文庫〉、1927年、265-268頁。NDLJP:1174144/137。